# Pseudanthessius weberi
Pseudanthessius weberi är en kräftdjursart som beskrevs av A. Scott 1909. Pseudanthessius weberi ingår i släktet Pseudanthessius och familjen Pseudanthessiidae. Inga underarter finns listade i Catalogue of Life.